# Europski zimski bacački kup 2001.
Europski zimski bacački kup 2001. bilo je prvo izdanje tog europskog atletskog natjecanja održano od 17. do 18. ožujka 2001. na Stadionu Charles-Ehrmann u Nici, Francuska. Natjecanje je organizirao Europski atletski savez u suradnji s Francuskim atletskim savezom i gradom Nicom. Na natjecanju je sudjelovao 151 natjecatelj iz 21 europske države.
Ideja o osnivanju natjecanja (izazova) na kojem će se natjecati samo atletičari iz bacačkih disciplina javila se nakon što se trkači dobili svoja izdanja atletskih natjecanja. Na sjednici Europsko atletskog saveza (EAA-e), odlučeno je da će se natjecanje održavati krajem zime, početkom mjeseca ožujka, i to u toplijim dijelovima europskog kontinenta. Natjecanja su se održavala u četiri bacačke discipline: bacanje diska, kladiva, koplja i kugle. Natjecatelji su bili podijeljeni u dvije grupe: "A" i "B" grupu.

## Rezultati

### Muškarci
| Disciplina | Zlato                     | Rezultat | Srebro             | Rezultat | Bronca                   | Rezultat |
| --- | ------------------------- | -------- | ------------------ | -------- | ------------------------ | -------- |
| Bacanje kugle | Manuel Martínez Gutiérrez | 20,27 m  | Paolo Dal Soglio   | 19,96 m  | Gheorghe Guşet           | 19,50 m  |
| Bacanje diska | Timo Tompuri              | 61,79 m  | Andrzej Krawczyk   | 61,60 m  | Aleksandr Boričevskij    | 61,22 m  |
| Bacanje koplja | Peter Blank               | 82,10 m  | Gregor Högler      | 80,81 m  | Björn Lange              | 78,60 m  |
| Bacanje kladiva | David Chaussinand         | 76,54 m  | Vladislav Piskunov | 76,41 m  | Alexandros Papadimitriou | 76,36 m  |
| WR svjetski rekord \| CR rekord natjecanja \| GR rekord igara \| NR nacionalni rekord \| OR olimpijski rekord \| PB najbolji rezultat \| SB najbolji rez. sezone \| WL vodeći rez. sezone |                           |          |                    |          |                          |          |

### Žene
| Disciplina      | Zlato             | Rezultat | Srebro             | Rezultat | Bronca               | Rezultat   |
| --------------- | ----------------- | -------- | ------------------ | -------- | -------------------- | ---------- |
| Bacanje kugle   | Vita Pavliš       | 19,47 m  | Larisa Pelešenko   | 18,77 m  | Ljudmila Sečko       | 18,54 m    |
| Bacanje diska   | Nicoleta Grasu    | 65,54 m  | Olena Antonova     | 61,88 m  | Mélina Robert-Michon | 61,67 m    |
| Bacanje koplja  | Tatjana Šikolenko | 63,96 m  | Ana Mirela Ţermure | 62,49 m  | Claudia Coslovich    | 57,89 m    |
| Bacanje kladiva | Olga Kuzenkova    | 71,30 m  | Manuela Montebrun  | 69,72 m  | Lorraine Shaw        | 68,15 m NR |

## Tablica odličja
Država domaćin natjecanja (Francuska).
| Plasman | Država                 | Zlato | Srebro | Bronca | Ukupno | Muški bodovi | Ženski bodovi | Ukupno bodova |
| ------- | ---------------------- | ----- | ------ | ------ | ------ | ------------ | ------------- | ------------- |
| 1.      | Rusija                 | 2     | 1      | 2      | 5      | 8.386        | 8.426         | 16.812        |
| 2.      | Ukrajina               | 1     | 2      | 0      | 3      | 7.981        | 8.066         | 16.047        |
| 3.      | Francuska              | 1     | 1      | 1      | 3      | 8.144        | 7.743         | 15.887        |
| 3.      | Rumunjska              | 1     | 1      | 1      | 3      | -            | -             | -             |
| 5.      | Njemačka               | 1     | 0      | 1      | 2      | 8.089        | 7.677         | 15.766        |
| 6.      | Španjolska             | 1     | 0      | 0      | 1      | 7.900        | -             | -             |
| 6.      | Finska                 | 1     | 0      | 0      | 1      | 8.057        | -             | -             |
| 8.      | Italija                | 0     | 1      | 1      | 2      | 8.352        | 7.504         | 15.856        |
| 9.      | Poljska                | 0     | 1      | 0      | 1      | -            | -             | -             |
| 9.      | Austrija               | 0     | 1      | 0      | 1      | -            | -             | -             |
| 11.     | Grčka                  | 0     | 0      | 1      | 1      | -            | -             | -             |
| 11.     | Ujedinjeno Kraljevstvo | 0     | 0      | 1      | 1      | -            | -             | -             |
| 13.     | Švedska                | 0     | 0      | 0      | 0      | 7.369        | 6.649         | 14.018        |

## Države sudionice
| - Andora - Austrija - Bjelorusija - Hrvatska - Finska - Francuska - Njemačka - Ujedinjeno Kraljevstvo | - Grčka - Mađarska - Italija - Litva - Nizozemska - Poljska - Portugal - Rumunjska | - Rusija - Španjolska - San Marino - Švicarska - Švedska - Ukrajina |

### Rezultati
- (fr.) (šp.) Rezultat Europskog zimskog bacačkog kupa 2001. - Nica, Francuska  Arhivirana inačica izvorne stranice od 24. rujna 2015. (Wayback Machine), rfea.es, pristupljeno 1. travnja 2016.

### Poveznice
- Europski zimski bacački kup
- Svjetsko prvenstvo u atletici 2001.